# Partido Colorado (Paraguay)
La Asociación Nacional Republicana (ANR), más conocido como Partido Colorado, es un partido político paraguayo de ideología nacionalista, republicana, conservadora, anticomunista, antiglobalista en temas sociales y liberal en lo económico, fundado el 11 de septiembre de 1887, inicialmente con el nombre de Partido Nacional Republicano hasta 1968, entre cuyos fundadores se encontraba el que fuera presidente de la República, Bernardino Caballero. Salvo por la primera parte del siglo XX (1904 a 1946) y el período entre 2008 y 2013, desde su fundación ha sido el partido gobernante en el país. 
En la actualidad es la mayor fuerza política de la República del Paraguay, con 2,6 millones de afiliados. tiene mayoría simple en la Cámara de Senadores y en la Cámara de Diputados mayoría absoluta, más del 50% del padrón nacional están afiliados al Partido Colorado (aunque hay denuncias de numerosas afiliaciones falsas hechas por el partido) y las veces que ganó la Presidencia de la República del Paraguay lo hizo sin necesidad de alianzas con otros partidos políticos.

## Antecedentes
Entre 1869 y 1887 surgieron los embriones de los partidos políticos paraguayos en la forma de clubes. El primero de ellos fue el Club Unión Republicana, fundado el 31 de marzo de 1869, luego de la caída de Asunción en manos de Brasil el 5 de enero del mismo año. Su presidente fue Cándido Bareiro, quien desempeñaba funciones diplomáticas durante el gobierno de Francisco Solano López, otros miembros destacados fueron Cayo y José Miltos y Juan Bautista Gill, excombatientes. El 4 de julio de 1870 se deshizo el Club Unión Republicana, tornándose en el Club del Pueblo, que 17 años después se convirtió definitivamente en la Asociación Nacional Republicana.

## Historia
El Partido Colorado fue fundado en Asunción el 11 de septiembre de 1887; previamente el 25 de agosto de ese mismo año se había realizado en la casa del general Bernardino Caballero una reunión con destacados compañeros que fueron héroes de la guerra contra la Triple Alianza y caudillos de aquel entonces, para sentar las bases de la fundación de una agrupación política nacionalista.
El fundador del partido fue el general Bernardino Caballero, acompañado por José Segundo Decoud, quien interpretando el pensamiento de Caballero redactó el Acta Fundacional del Partido Nacional Republicano.
Fueron también fundadores Higinio Uriarte, José G. Granada, Santiago Cardozo, Juan G. González, Ángel Benítez, Juan Crisóstomo Centurión, Remigio Mazó, Esteban Rojas, Miguel Alfaro, Guillermo de los Ríos, Héctor Carballo, Zacarías Samaniego, Jaime Peña y muchos otros caudillos.
La ANR-Partido Colorado se autodefine "en el nacionalismo y el republicanismo. El primero de ellos consiste en la doctrina o filosofía que atribuye entidad propia y diferenciada a un territorio y a sus ciudadanos y que propugna como valores el bienestar, la preservación de los rasgos de identidad, la independencia, la gloria y lealtad a la considerada como nación propia; en tanto que el segundo propone y defiende la república como el modelo correcto para un estado que se basa en el imperio de la ley y la igualdad ante la ley, con el fin de proteger los derechos y las libertades civiles de los ciudadanos."

## Símbolos
De acuerdo con el Art. 2.º del Capítulo I del estatuto del partido, acerca de la denominación y símbolos, constituyen símbolos de la Asociación Nacional Republicana - Partido Colorado los siguientes elementos forjados en la tradición histórica:
1. La bandera, constituida por un rectángulo de color rojo, en cuyo ángulo superior izquierdo se inserta una estrella de cinco puntas de color blanco.
2. Su emblema, constituido indistintamente por un fondo rojo sobre el que estampa una estrella blanca de cinco puntas, o por un fondo blanco sobre el que se estampa una estrella roja también de cinco puntas.
3. El Himno del Partido Colorado, con música de Juan Carlos Moreno González y letra de Juan E. O'Leary.
4. La polka motivo popular «Colorado», de autor anónimo.
5. La polka «Colorado Retá», de autor anónimo.
6. La «Canción del Pynandi», con música de Juan Carlos Moreno González y letra de Manuel Frutos Pane.

## Presidentes del Partido Colorado
| Nombre                    | Periodo                                     | Notas |
| ------------------------- | ------------------------------------------- | --- |
| Bernardino Caballero      | 1887-1912                                   | Presidente de la República entre 1880 y 1886                                                                      |
| Pedro Pablo Peña          | 1912-1916                                   | Presidente de la República en 1912                                                                                |
| Patricio Escobar Cáceres  |                                             | Presidente de la República entre 1886 y 1890.                                                                     |
| Antolin Irala             |                                             | Parlamentario, catedrático, ministro de Relaciones Exteriores                                                     |
| Juan E. O'Leary           |                                             | Periodista, historiador, poeta                                                                                    |
| Juan Manuel Frutos        |                                             | Presidente de la República en 1948                                                                                |
| Eduardo López Moreira     | 1920-1921                                   | Ministro de Relaciones Exteriores, Interior y Justicia                                                            |
| Arsenio López Decoud      |                                             | Parlamentario, catedrático                                                                                        |
| J. Isidro Ramírez         |                                             | Maestro, secretario de la Presidencia de la República, delegado del Paraguay en congresos internacionales         |
| Eduardo Fleitas           |                                             | Colegiado |
| Tomás Romero Pereira      |                                             | Presidente de la República en 1954                                                                                |
| Salvador Fernández        |                                             | Abogado, miembro del Tribunal de Apelación, en lo Civil, Comercial y Criminal                                     |
| Juan León Mallorquín      |                                             | Abogado, defensor de los humildes                                                                                 |
| J. Eulogio Estigarribia   |                                             | Ministro de Educación                                                                                             |
| Manuel Talavera           |                                             | Abogado, miembro del Tribunal de Apelación en lo Civil y Criminal                                                 |
| Felipe Molas López        |                                             | Odontólogo, presidente de la República desde el 26 de febrero al 11 de septiembre de 1949                         |
| Fabio Da Silva            |                                             | Parlamentario, ministro del Poder Ejecutivo, diplomático, catedrático                                             |
| Rigoberto Caballero       |                                             | Hijo de Bernardino Caballero, caudillo colorado                                                                   |
| José Zacarías Arza        |                                             | - |
| Bernardo Ocampos          |                                             | - |
| J. Bernardino Gorostiaga  |                                             | Ministro del Poder Ejecutivo, parlamentario, periodista                                                           |
| Pastor Filártiga          |                                             | Parlamentario, presidente de la Cámara de Representantes                                                          |
| Juan Ramón Chaves         |                                             | Catedrático, decano de la Facultad de Derecho, presidente de la Cámara de Senadores, ministro del Poder Ejecutivo |
| Luis María Argaña         | 1990-1991                                   | Presidente de la Corte Suprema de Justicia entre 1983 y 1988.                                                     |
| Blas Riquelme             | 1991-1993                                   | Parlamentario. |
| Eugenio Sanabria Cantero  | 1993-1996                                   | Presidente de la ANNP                                                                                             |
| Luis María Argaña Ferraro | 1996-1998                                   | Vicepresidente de la República entre 1998 y 1999                                                                  |
| Bader Rachid Lichi        | 1998-2000                                   | Parlamentario. |
| Nicanor Duarte Frutos     | 2000-2003                                   | Presidente de la República entre 2003 y 2008                                                                      |
| Herminio Cáceres          | 2003-2006                                   | Parlamentario. |
| José Alberto Alderete     | 2006-2008                                   | Ministro de Obras Públicas y miembro de la Entidad Binacional Yacyretá                                            |
| Lilian Samaniego González | 2008-2016                                   | Primera mujer en ejercer el cargo en la historia del partido y senadora desde 2003                                |
| Pedro Alliana             | 2015-2022                                   | Presidente de la cámara de Diputados, período 2017-2018                                                           |
| Horacio Cartes            | Desde el 10 de enero de 2023 hasta la fecha | Presidente de la República del Paraguay (2013-2018)                                                               |

## Presidentes de Paraguay por el Partido Colorado
| Presidente               | Período | Período     |
| ------------------------ | ------- | ----------- |
| Bernardino Caballero     | 1880    | 1886        |
| Patricio Escobar Cáceres | 1886    | 1890        |
| Juan Gualberto González  | 1890    | 1894        |
| Marcos Antonio Morínigo  | 1894    | 1894        |
| Juan Bautista Egusquiza  | 1894    | 1898        |
| Emilio Aceval            | 1898    | 1902        |
| Andrés Héctor Carvallo   | 1902    | 1902        |
| Juan Antonio Escurra     | 1902    | 1904        |
| Pedro Pablo Peña         | 1912    | 1912        |
| Juan Manuel Frutos       | 1948    | 1948        |
| Juan Natalicio González  | 1948    | 1949        |
| Raimundo Rolón           | 1949    | 1949        |
| Felipe Molas López       | 1949    | 1949        |
| Federico Chaves          | 1949    | 1954        |
| Tomás Romero Pereira     | 1954    | 1954        |
| Alfredo Stroessner       | 1954    | 1989        |
| Andrés Rodríguez Pedotti | 1989    | 1993        |
| Juan Carlos Wasmosy      | 1993    | 1998        |
| Raúl Cubas Grau          | 1998    | 1999        |
| Luis González Macchi     | 1999    | 2003        |
| Nicanor Duarte Frutos    | 2003    | 2008        |
| Horacio Cartes           | 2013    | 2018        |
| Mario Abdo Benítez       | 2018    | 2023        |
| Santiago Peña            | 2023    | En el cargo |

## Movimientos internos

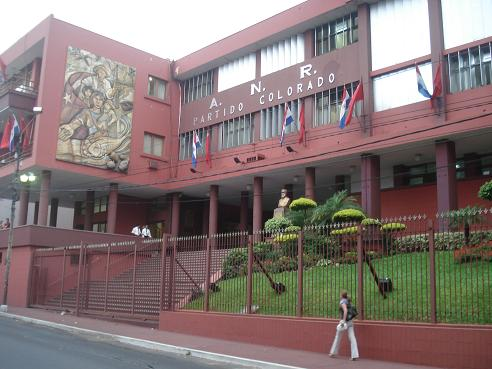
Sede de la Junta de Gobierno (ANR-PC) sobre la calle 25 de mayo en Asunción.

Debido a la larga historia del Partido Colorado en la vida política y social paraguaya en la mayor parte de su historia republicana, han surgido una gran cantidad de corrientes internas dentro del propio partido, en muchos casos con grandes diferencias ideológicas.

### 1887 a 1954
En este periodo, llamado por la historiografía paraguaya tradicional "la Reconstrucción", el partido colorado gobernó sin interrupciones. Sin embargo, la polarización política se evidencia en la división interna colorada entre caballeristas y anticaballeristas, habiendo sucesivos golpes de Estado e inestabilidad producto de estas disensiones internas.
El general Benigno Ferreira, quien en su momento fue antilopizta y pertenecía a la Legión Paraguaya, inaugura la era de "los años azules" de 1904 a 1946, en que la ANR se retiró del gobierno en virtud del Pacto de Pilcomayo.
En 1947, durante la guerra civil paraguaya vuelven a tomar el poder, aliados a Higinio Morínigo, quien cae al año siguiente. A partir de aquel año, impulsa al exilio a líderes de la oposición los cuales llaman al abstencionismo, y el partido se convierte en el único partido legal y por tanto la única organización que podía presentar candidatos en cualquier proceso electoral. Sin embargo, nuevamente la polarización política se evidencia en la tensión entre tradicionales y militantes.
En 1954 toma el poder el general Alfredo Stroessner, iniciando una dictadura que tuvo como apoyo a las Fuerzas Armadas a un sector de Partido Colorado y respaldo popular de quienes deseaban acabar con las guerrillas.
En la práctica, sin embargo, Paraguay siguió siendo una dictadura militar de partido único hasta el derrocamiento de Stroessner en 1989. Sirvió como uno de los "pilares gemelos" del gobierno de 35 años de Stroessner, uno de los gobernantes más largos de la Sudamérica de un líder no monárquico.

### 1989 a 2008
Luego de la larga dictadura de Stroessner (1954-1989) tuvo lugar la elección del primer presidente civil en más de 40 años, Juan Carlos Wasmosy, en 1993, pero que aún representó la continuación del partido colorado en el poder. Wasmosy había ganado las internas coloradas del año anterior (1992) frente a Luis María Argaña, uno de los grandes caudillos del partido, quien en su momento había sido presidente de la Corte Suprema de Justicia en la dictadura militar. Fue considerada la interna más atípica en cuanto a la disparidad de visiones de ambos candidatos. En 2008, "Calé" Galaverna admite que hubo fraude en las elecciones coloradas de 1992, quien realmente tendría que haber ganado era Argaña.
En 1997, Luis María Argaña vuelve a presentarse como candidato a presidente del Partido Colorado para el periodo 1998-2003, esta vez contra Lino Oviedo, un ex-General del Ejército. El diario Última Hora la catalogó como «la campaña electoral más enérgica y exaltada de la ANR». A pesar de que Argaña tenía el apoyo del entonces presidente Wasmosy, Oviedo resultó ganador de las internas coloradas. Sin embargo poco tiempo después, Oviedo es encarcelado por haber intentado un golpe de Estado un año atrás, perdiendo así su candidatura. Por ende, el candidato a vicepresidente de Oviedo, Raúl Cubas, pasa a ser el candidato presidencial, mientras que Argaña pasa a ser el candidato vicepresidencial, venciendo esta última dupla con más del 55% (el mayor de la transición democrática hasta hoy día).
En las internas coloradas del año 2002, el candidato colorado Nicanor Duarte Frutos resulta ganador ante su rival colorado Osvaldo Domínguez Dibb (entonces presidente del Club Olimpia). Ya en las elecciones generales del 2003, Duarte Frutos resulta ganador como representante de la ANR, aunque obteniendo menos de 40% del voto popular (casi 20 puntos menos que en 1998). Duarte Frutos encabezó un gobierno regionalista e integracionista. Mantuvo ciertas relaciones con los gobiernos de izquierda en Latinoamérica, y volviendo al estatismo en lo económico, al contrario de otros gobiernos colorados caracterizados por su neoliberalismo. Fue el último presidente de su partido en un período de casi 60 años, y el primero en la historia del país en entregar la jefatura máxima a otro partido tras elecciones competitivas. 
Las internas coloradas realizadas en 2007 para elegir al candidato para presidente del partido para las elecciones generales de 2008 eran disputadas por Blanca Ovelar (conjuntamente con Carlos María Santacruz Sosa a la vicepresidencia), apoyada por el presidente Duarte Frutos y el resto de la cúpula oficialista colorada; y el otro candidato, Luis Castiglioni (entonces vicepresidente de la República), líder del movimiento opositor Vanguardia Colorada. Las internas terminaron en un empate técnico que al final se resolvió por la victoria de Ovelar. La elección tuvo fuertes acusaciones de fraude, sin que el mismo llegara a comprobarse, dejando al partido con una marcada división.
El descontento dentro del propio partido, así como el surgimiento de la figura opositora de Fernando Lugo, que logró unir a casi toda la oposición en la Alianza Patriótica para el Cambio, derivó en una derrota de la candidata colorada frente a Lugo, que logró el 40,8% de los votos contra 30,7% que obtuvo el Partido Colorado, culminando así con seis décadas de hegemonía colorada.

### 2013 hasta la actualidad
Horacio Cartes, un conocido empresario y dirigente de fútbol en su momento, vence contundentemente en las internas del año 2012 a Javier Zacarías Irún, el rival candidato de Cartes en miras a la presidencia por el partido Colorado. De acuerdo a los resultados de las elecciones generales del 21 de abril de 2013, la ANR recuperó la presidencia del país en la persona del empresario Horacio Cartes, tras 5 años como oposición; ganando también 12 de las 17 gobernaciones y obteniendo mayoría absoluta en la cámara de diputados y simple en el senado paraguayo.
En las internas del año 2017, Mario Abdo Benítez (Colorado Añetete) logra la candidatura a la Presidencia de la República para encarar las Elecciones Generales de 2018, al vencer al candidato apoyado por el oficialismo, Santiago Peña (Honor Colorado). Luego de las elecciones de 2023, el Partido Colorado se divide en tres movimientos internos dentro del congreso nacional paraguayo; Honor Colorado, Fuerza Republicana y Colorada Independiente.
Según Antonio Soljancic, científico social de la Universidad Autónoma de Asunción, "para conseguir un trabajo tenías que demostrar que eras miembro del partido. El problema que tiene Paraguay es que, si bien Stroessner desapareció del mapa político, dejó un legado que nadie ha tratado de enterrar".

## Resultados electorales
|  | 100 % |

|  | 100 % |

|  | 100 % |

|  | 92,26 % |

|  | 70,92 % |

|  | 84,74 % |

|  | 90,77 % |

|  | 91,03 % |

|  | 89,60 % |

|  | 76,59 % |

|  | 41,78 % |

|  | 55,35 % |

|  | 38,30 % |

|  | 31,75 % |

|  | 48,48 % |

|  | 48,96 % |

|  | 42,74 % |